# F*** With You
Singles de Bob Sinclar
Rock the Boat
(2012) Groupie
(2012)
Pistes de Disco Crash
Rock the Boat
(1) Wild Thing
(3)
F*** With You est une chanson du DJ français Bob Sinclar en collaboration avec la chanteuse britannique Sophie Ellis-Bextor et Gilbere Forte sortie le 7 mai 2012 sous format numérique. 5e single extrait de l'album studio Disco Crash (2012), la chanson est écrite par Christophe Le Friant (Bob Sinclar), Ilan Kahn, Viviane Kinda Kee Hamid. F*** With You est produit par Bob Sinclar. Le single se classe dans 3 classements de pays différents, dont la place numéro 2 des hit-parades en Belgique (Wallonie) et numéro 7 en Italie.

## Liste des pistes
Promo - Numérique 541 / N.E.W.S. 
1. F*** With You - 3:11

## Classement par pays
| Classement (2012)                       | Meilleure position |
| --------------------------------------- | ------------------ |
| France (SNEP)                           | 144                |
| Belgique (Flandre Ultratop 50 Singles)  | 9                  |
| Belgique (Wallonie Ultratop 50 Singles) | 2                  |
| Italie (FIMI)                           | 7                  |
| Belgique (Airplay)                      | 23                 |
| Belgique (Dance Chart)                  | 32                 |
| Belgique (Dance Bubbling Under)         | 1                  |